# Ranunculus nipponicus
Espèce
Synonymes
- Batrachium nipponicum (Nakai) Kitam.[1]

Ranunculus nipponicus est une espèce de plante herbacée vivace de la famille des Renonculacées. Cette espèce de renoncule d'eau est endémique du Japon.

## Nom vernaculaire
- Ichōbaikamo, Japon[2].

## Distribution
Ranunculus nipponicus est une renoncule aquatique qui peuple les écosystème lentique des îles de Hokkaidō et Honshū, au Japon,.

## Taxonomie
En 1910, le botaniste japonais Tomitarō Makino identifie, au Japon, une variété de la Renoncule aquatique (Ranunculus aquatilis). En 1928, Takenoshin Nakai promeut Ranunculus aquatilis var. nipponicus au rang d'espèce sous le nom de taxon de Ranunculus nipponicus. Dix-neuf ans plus tard, Kanesuke Hara regroupe Ranunculus aquatilis, Ranunculus trichophyllus et leurs taxons inférieurs sous le nom d'espèce Ranunculus nipponicus. En 1966, le botaniste britannique Christopher D. K. Cook (1933 -) reclasse Ranunculus nipponicus comme synonyme de Ranunculus aquatilis. En 1982, Tatemi Shimizu (ja) (1932 - 2014) réaffirme Ranunculus nipponicus comme espèce à part entière. En 2017, cependant, cette renoncule du sous-genre Batracium, est encore parfois référencée comme synonyme de Ranunculus aquatilis ou de Ranunculus trichophyllus subsp. eradicatus.

## Liste des variétés
Selon NCBI (13 août 2017) :
- variété Ranunculus nipponicus var. nipponicus ;
- variété Ranunculus nipponicus var. okayamensis ;
- variété Ranunculus nipponicus var. submersus.

Selon Tropicos (13 août 2017) :
- variété Ranunculus nipponicus var. major ;
- variété Ranunculus nipponicus var. submersus Hara.

## À voir aussi